# ناسائو ۹۲۴۰
سیارک ۹۲۴۰ (به انگلیسی: 9240 Nassau، نامگذاری:1997KR3) نه هزار و دویست و چهلمین سیارک کشف شده‌است که در ۳۱ مه ۱۹۹۷ کشف شد.
قدر مطلق سیارک برابر ۱۲٫۶۰ است.